# 佐紀瓢箪山古墳
佐紀瓢箪山古墳（さきひょうたんやまこふん）は、奈良県奈良市佐紀衛門戸に所在する古墳時代中期前半の前方後円墳である。佐紀盾列古墳群の1基であり、単に瓢箪山古墳と呼ばれることも多いが、ここでは全国各地にある瓢箪山古墳と区別するために、この名称を使用する。本古墳は国の史跡に指定されている。

## 概要
佐紀盾列古墳群に属する大型古墳の大部分が陵墓や陵墓参考地に指定され、調査はむろん、墳丘への立入りさえ許されない中にあって、陵墓などに指定されず見学可能な100メートル前後の規模の大型古墳が3基あり、佐紀瓢箪山古墳はその1基である。

### 墳丘規模
本古墳は1971年（昭和46年）に、国の史跡に指定されており、そのおりに測量調査と小範囲の発掘調査が実施されている。墳丘の全長は96メートル、後円部径60メートル、同高さ10メートル、前方部の幅45メートル、同高さ7メートルである。古墳の周濠は普通、墳丘の周りをぐるりと回るが、発掘調査の結果、この古墳の場合は前方部の正面から西側隅にかけての部分には濠が造られていなかったことが判明した。その理由は、この古墳の西南に接して存在する丸塚古墳という円墳に求められる。すなわち、佐紀瓢箪山古墳の築造以前に丸塚古墳があったので、その部分には濠を造らず共存をはかったようである。丸塚古墳は大正3年に採土のため破壊されて、墳丘の半分を失っているが元々は佐紀瓢箪山古墳に、ほとんど接するように存在していたのが分かっている。しかし、このように接近して古墳を築かねばならなかった理由は不明である。古墳を北に少しずらして築造すれば、濠を完全にめぐらすことも可能であったと考えられるが、このように築造することに意味があったとも考えられる。また濠の調査から、墳丘には葺石がふかれ、埴輪もあったことが分かっており、また、濠には平常は水を貯めていなかった可能性が強いという。

### 出土遺物
1913年（大正2年）に前方部で土砂取りが行なわれ、長径100センチ、短径60センチの長円形の粘土槨が検出され、内部から琴柱型石製品3点が出土している。

## 墳丘の外観
|  |  |  |

|  |  |  |
|  |  |  |
|  |  |  |